# マルチ・スコープ
『マルチ・スコープ』（MULTI SCOPE）はNHK総合テレビジョンで1984年4月2日から9月28日まで放送されていたこども番組。

## 概要
こども向け科学系教養番組。1週間単位で一つのテーマを取り上げる。
テーマ曲は大滝詠一「マルチスコープ」（作詞：伊藤アキラ／作曲：大滝詠一）

## 出演者
- 榎本了壱
- 斉藤ゆう子

## 放送リスト
| 放送日                  | テーマ       |
| ----------------------- | ------------ |
| 1984年4月2日 - 4月6日   | 顔           |
| 1984年4月9日 - 4月13日  | ごはん       |
| 1984年4月16日 - 4月20日 | テレビ       |
| 1984年4月23日 - 4月27日 | ものさし     |
| 1984年5月1日 - 5月4日   | お金         |
| 1984年5月7日 - 5月11日  | パンダ       |
| 1984年5月14日 - 5月18日 | 電話         |
| 1984年5月21日 - 5月25日 | 漫画         |
| 1984年5月28日 - 6月1日  | 色           |
| 1984年6月4日 - 6月8日   | 文字         |
| 1984年6月11日 - 6月15日 | マイコン     |
| 1984年6月18日 - 6月22日 | 鳥           |
| 1984年6月25日 - 6月29日 | 魚           |
| 1984年7月2日 - 7月6日   | スポーツ選手 |
| 1984年7月9日 - 7月13日  | 写真         |
| 1984年7月16日 - 7月20日 | 宇宙         |
| 1984年7月23日 - 7月27日 | おもちゃ     |
| 1984年7月30日 - 8月3日  | 音           |
| 1984年9月3日 - 9月7日   | 台風         |
| 1984年9月10日 - 9月14日 | 超高層ビル   |
| 1984年9月17日 - 9月21日 | 放送・電波   |
| 1984年9月24日 - 9月28日 | お菓子       |